# Mistrzostwa Europy w Boksie 1927
II Mistrzostwa Europy w Boksie (mężczyzn) odbyły się w dniach 16–20 maja 1927 w Berlinie (Niemcy). Startowało 50 uczestników z 13 państw, w tym czterech reprezentantów Polski. Walczono w 8 kategoriach wagowych.

## Klasyfikacja medalowa
| Klasyfikacja medalowa |                  |   |   |   |       |
| Lp.                   | Państwo          |   |   |   | Razem |
| 1                     | Rzesza Niemiecka | 4 | 2 | 1 | 7     |
| 2                     | Szwecja          | 2 | 1 | 3 | 6     |
| 3                     | Włochy           | 1 | 1 | 0 | 2     |
| 4                     | Norwegia         | 1 | 0 | 0 | 1     |
| 5                     | Węgry            | 0 | 1 | 2 | 3     |
| 6                     | Dania            | 0 | 1 | 1 | 2     |
| 7                     | Belgia           | 0 | 1 | 0 | 1     |
| 7                     | Holandia         | 0 | 1 | 0 | 1     |
| 9                     | Austria          | 0 | 0 | 1 | 1     |

## Medaliści
| Kategoria:      | 1. miejsce                         | 2. miejsce                        | 3. miejsce                       |
| Waga musza      | Lennart Bohman · Szwecja           | Antal Kocsis · Węgry              | Heinz Brofazi · Rzesza Niemiecka |
| Waga kogucia    | Kurt Dalchow · Rzesza Niemiecka    | Gaetano Lanzi · Włochy            | Bobby Spunner · Austria          |
| Waga piórkowa   | Franz Dübbers · Rzesza Niemiecka   | Harry Wolff · Szwecja             | Miklós Gelbai · Węgry            |
| Waga lekka      | Jacob Domgörgen · Rzesza Niemiecka | Arne Sande · Dania                | Gunnar Berggren · Szwecja        |
| Waga półśrednia | Romano Caneva · Włochy             | Gustave Roth · Belgia             | István Balázs · Węgry            |
| Waga średnia    | Edgar Christensen · Norwegia       | Wilhelm Maier · Rzesza Niemiecka  | Olaf Falk · Szwecja              |
| Waga półciężka  | Hein Müller · Rzesza Niemiecka     | Karel Miljon · Holandia           | Clas Engström · Szwecja          |
| Waga ciężka     | Nils Ramm · Szwecja                | Hans Schönrath · Rzesza Niemiecka | Michael Jacob Michaelsen · Dania |

## Występy Polaków
- Witold Majchrzycki (waga lekka) przegrał pierwszą walkę w ćwierćfinale z Arne Sande (Dania).
- Jan Arski (waga półśrednia) przegrał pierwszą walkę w ćwierćfinale z Selfridem Johanssonem (Szwecja).
- Jan Gerbich (waga średnia) przegrał pierwszą walkę w ćwierćfinale z Olafem Falkiem (Szwecja).
- Tomasz Konarzewski (waga ciężka) przegrał pierwszą walkę w półfinale z Hansem Schönrathem (Niemcy), a walkę o brązowy medal z Michaelem Jacobem Michaelsenem (Dania).